# 1. československá fotbalová liga 1988/1989
1. československá fotbalová liga 1988/1989 byla 58. sezónou nejvyšší československé fotbalové ligy mužů. Sezóna začala 9. srpna 1988 a skončila 14. června 1989. Mistrem se stali obhájci titulu TJ Sparta ČKD Praha.

## Tabulka ligy
| Poř. | Tým                                  | Z  | V  | R | P  | VG | OG | B  |
| ---- | ------------------------------------ | -- | -- | - | -- | -- | -- | -- |
| 1.   | TJ Sparta ČKD Praha                  | 30 | 19 | 7 | 4  | 73 | 26 | 45 |
| 2.   | TJ Baník Ostrava OKD                 | 30 | 19 | 4 | 7  | 54 | 34 | 42 |
| 3.   | TJ Plastika Nitra                    | 30 | 15 | 4 | 11 | 38 | 40 | 34 |
| 4.   | SK Slavia Praha IPS                  | 30 | 15 | 3 | 12 | 55 | 49 | 33 |
| 5.   | ASVS Dukla Praha                     | 30 | 13 | 6 | 11 | 50 | 42 | 32 |
| 6.   | TJ DAC Polnohospodár Dunajská Streda | 30 | 13 | 5 | 12 | 37 | 41 | 31 |
| 7.   | TJ Slovan CHZJD Bratislava           | 30 | 13 | 4 | 13 | 41 | 39 | 30 |
| 8.   | ASVŠ Dukla Banská Bystrica           | 30 | 13 | 4 | 13 | 50 | 57 | 30 |
| 9.   | TJ Inter ZŤS Slovnaft Bratislava     | 30 | 11 | 7 | 12 | 53 | 56 | 29 |
| 10.  | TJ Sigma ZTS Olomouc                 | 30 | 12 | 5 | 13 | 42 | 47 | 29 |
| 11.  | TJ Vítkovice                         | 30 | 13 | 2 | 15 | 53 | 40 | 28 |
| 12.  | TJ Spartak TAZ Trnava                | 30 | 10 | 7 | 13 | 36 | 46 | 27 |
| 13.  | TJ Rudá hvězda Cheb                  | 30 | 10 | 4 | 16 | 40 | 54 | 24 |
| 14.  | TJ Bohemians ČKD Praha               | 30 | 10 | 4 | 16 | 41 | 58 | 24 |
| 15.  | TJ Škoda Plzeň                       | 30 | 10 | 3 | 17 | 40 | 48 | 23 |
| 16.  | TJ Spartak Hradec Králové            | 30 | 6  | 7 | 17 | 32 | 58 | 19 |

## Výsledky
|    |                        | 1   | 2   | 3   | 4   | 5   | 6   | 7   | 8   | 9   | 10  | 11  | 12  | 13  | 14  | 15  | 16  |
| -- | ---------------------- | --- | --- | --- | --- | --- | --- | --- | --- | --- | --- | --- | --- | --- | --- | --- | --- |
| 1  | Sparta Praha           |     | 0:0 | 3:1 | 2:1 | 2:1 | 6:0 | 5:3 | 9:1 | 0:0 | 5:0 | 2:1 | 6:1 | 5:0 | 2:1 | 6:1 | 5:0 |
| 2  | Baník Ostrava          | 1:1 |     | 4:2 | 4:1 | 3:2 | 3:1 | 2:1 | 5:2 | 2:0 | 2:1 | 1:0 | 0:2 | 3:2 | 1:0 | 3:1 | 1:0 |
| 3  | Plastika Nitra         | 1:0 | 0:1 |     | 1:0 | 3:2 | 2:1 | 3:0 | 4:2 | 2:1 | 2:0 | 1:4 | 2:1 | 1:0 | 2:0 | 0:0 | 3:3 |
| 4  | Slavia Praha           | 3:0 | 0:2 | 1:0 |     | 1:2 | 4:0 | 0:0 | 4:2 | 5:3 | 4:1 | 2:1 | 5:1 | 4:3 | 1:3 | 1:0 | 1:0 |
| 5  | ASVS Dukla Praha       | 0:0 | 2:1 | 0:2 | 0:1 |     | 1:0 | 2:1 | 4:0 | 3:2 | 3:0 | 4:1 | 5:1 | 1:2 | 0:0 | 4:2 | 2:2 |
| 6  | DAC Dunajská Streda    | 2:2 | 1:0 | 1:0 | 1:0 | 1:0 |     | 5:2 | 2:0 | 2:1 | 3:1 | 2:0 | 1:1 | 3:0 | 3:0 | 2:1 | 3:2 |
| 7  | Slovan Bratislava      | 1:0 | 3:2 | 4:0 | 2:0 | 1:2 | 0:0 |     | 2:1 | 1:1 | 1:1 | 3:2 | 1:0 | 0:3 | 3:0 | 1:0 | 3:1 |
| 8  | Dukla Banská Bystrica  | 1:1 | 1:1 | 0:0 | 3:1 | 1:3 | 3:0 | 0:1 |     | 3:0 | 3:1 | 2:1 | 2:1 | 5:1 | 3:1 | 2:1 | 3:0 |
| 9  | Inter Bratislava       | 1:2 | 4:2 | 2:2 | 3:3 | 3:2 | 1:0 | 1:0 | 3:2 |     | 1:1 | 1:0 | 3:0 | 2:0 | 1:4 | 4:0 | 8:3 |
| 10 | Sigma Olomouc          | 0:1 | 1:3 | 4:0 | 1:2 | 0:0 | 2:2 | 2:1 | 2:0 | 1:0 |     | 1:1 | 1:0 | 2:1 | 5:2 | 1:0 | 4:0 |
| 11 | Vítkovice              | 1:0 | 1:2 | 3:0 | 5:1 | 2:0 | 3:1 | 2:0 | 1:2 | 6:1 | 1:0 |     | 1:0 | 3:0 | 7:1 | 4:1 | 0:2 |
| 12 | Spartak Trnava         | 1:2 | 1:0 | 1:0 | 2:1 | 1:1 | 2:0 | 1:0 | 1:1 | 1:1 | 4:1 | 0:0 |     | 4:1 | 3:1 | 2:0 | 1:1 |
| 13 | Rudá hvězda Cheb       | 0:2 | 1:2 | 0:2 | 1:1 | 5:0 | 0:0 | 0:2 | 2:1 | 2:0 | 0:3 | 2:0 | 3:1 |     | 2:1 | 3:1 | 2:0 |
| 14 | Bohemians Praha        | 2:4 | 3:1 | 0:1 | 2:4 | 1:1 | 1:0 | 1:0 | 0:2 | 1:1 | 1:2 | 6:2 | 1:0 | 3:2 |     | 3:2 | 1:1 |
| 15 | Škoda Plzeň            | 0:0 | 0:2 | 0:1 | 4:2 | 2:0 | 2:0 | 2:1 | 4:0 | 4:1 | 1:2 | 1:0 | 4:1 | 1:1 | 2:0 |     | 1:0 |
| 16 | Spartak Hradec Králové | 1:2 | 0:0 | 2:0 | 0:1 | 1:3 | 1:0 | 0:3 | 1:2 | 2:3 | 3:1 | 1:0 | 1:1 | 1:1 | 0:1 | 3:2 |     |

## Soupisky mužstev

### TJ Sparta ČKD Praha
Jozef Michálek (1/0/1),
Jan Stejskal (29/0/9) -
Július Bielik (30/1),
Michal Bílek (30/7),
Ivan Čabala (18/2),
Daniel Drahokoupil (5/0),
Stanislav Griga (30/15),
Ivan Hašek (26/13),
Michal Horňák (5/0),
Jozef Chovanec (14/2),
Martin Kalenda (3/0),
Roman Kukleta (27/8),
Vítězslav Lavička (17/1),
Václav Němeček (28/1),
Petar Novák (23/6),
Jiří Novotný (16/0),
Jan Orgoník (8/0),
Jan Saidl (1/0),
Horst Siegl (5/0),
Tomáš Skuhravý (30/13),
Petr Vrabec (25/3) -
trenér Jozef Jarabinský, asistent Miroslav Koubek

### TJ Baník Ostrava OKD
Luděk Mikloško (29/0/9),
Jiří Richter (2/0/0) -
Radek Basta (6/2),
Václav Daněk (23/13),
Dušan Fábry (17/1),
Libor Fryč (13/1),
Dušan Horváth (14/2),
Viliam Hýravý (29/5),
Radomír Chýlek (27/6),
Roman Kaizar (7/0),
Karel Kula (21/0),
Radim Nečas (28/8),
Zbyněk Ollender (14/1),
Miroslav Onufer (17/1),
Václav Pěcháček (18/0),
Roman Sialini (20/0),
Ivo Staš (30/6),
Petr Škarabela (26/5),
Dušan Vrťo (16/1),
Josef Zajíček (5/1),
Jiří Záleský (19/0) -
trenér Milan Máčala, asistent Jaroslav Gürtler

### TJ Plastika Nitra
Peter Palúch (30/0/12) -
Jozef Blaho (19/1),
Marián Bochnovič (22/0),
Dušan Borko (22/2),
Jaroslav Dekýš (27/3),
Eduard Gajdoš (4/0),
František Halás (24/1),
Ján Harbuľák (1/0),
Michal Hipp (27/5),
Kamil Chatrnúch (25/1),
Róbert Jež (30/7),
Ivan Jurík (2/0),
Ľubomír Kollár (5/0),
Milan Lednický (27/7),
Dušan Mášik (12/1),
Miroslav Mihálik (1/0),
Ľubomír Mihok (29/0),
Ľubomír Moravčík (30/6),
Marián Süttö (28/3),
Branislav Varga (1/0),
Peter Vašek (2/0),
Vladimír Včelka (2/0),
Viliam Vidumský (17/0) -
trenér Milan Lešický, asistent Ivan Horn

### SK Slavia Praha IPS
Zdeněk Jánoš (12/0/3),
Luboš Přibyl (18/0/6) -
Miroslav Beránek (27/1),
Petr Čermák (2/0),
Milan Frýda (30/4),
Miroslav Janů (5/0),
Jiří Jeslínek (16/9),
Josef Jinoch (15/0),
Luděk Klusáček (16/2),
František Mysliveček (29/4),
Jiří Novák (21/5),
Gustáv Ondrejčík (29/1),
Martin Procházka (9/2),
Pavel Řehák (25/13),
Miroslav Siva (25/6),
Dušan Susko (8/0),
Milan Šimůnek (29/3),
Michal Váňa (6/2),
Bohuš Víger (20/0),
Luboš Zákostelský (1/0),
Radek Zálešák (14/1),
Robert Žák (27/2) -
trenér Ivan Kopecký, asistent Vlastimil Petržela

### ASVS Dukla Praha
Petr Kostelník (26/0/5),
Josef Novák (4/0/1) -
Aleš Bažant (25/0),
Günter Bittengel (21/1),
Marek Brajer (5/0),
Daniel Drahokoupil (12/0),
Dušan Fitzel (30/0),
Aleš Foldyna (28/5),
Pavel Hapal (24/3),
Ivan Hucko (23/1),
Marián Chlad (4/0),
Pavel Karoch (26/0),
Pavel Korejčík (24/9),
Petr Kostecký (4/0),
Tomáš Kříž (20/4),
Aleš Laušman (5/0),
Milan Luhový (25/25),
Jiří Němec (29/0),
Roman Pivarník (7/0),
Václav Rada (4/0),
Ivan Schulcz (17/0),
Jan Suchopárek (3/1),
Miroslav Vaňous (4/0) -
trenér Jaroslav Jareš, asistent Jan Brumovský

### TJ DAC Poľnohospodár Dunajská Streda
Milan Mana (1/0/0),
Stanislav Vahala (29/0/10) -
Attila Belanský (10/0),
Gabriel Boroš (4/0),
Peter Fieber (28/1),
Ján Hodúr (23/0),
Ján Kapko (22/0),
Petr Kašpar (29/6),
Martin Kulich (13/2),
Dušan Liba (25/3),
Stanislav Lieskovský (15/1),
Jozef Medgyes (15/0),
Peter Medgyes (8/0),
Tibor Mičinec (30/12),
Jaroslav Nagy (3/0),
Rudolf Pavlík (30/4),
Július Šimon (22/3),
Tibor Szaban (16/0),
Peter Šoltés (24/1),
Marián Takáč (30/4)
Alexander Végh (1/0),
Tibor Zsákovics (6/0) −
trenér Karol Pecze, asistent Justín Javorek

### TJ Slovan CHZJD Bratislava
Karel Stromšík (20/0/7),
Alexander Vencel (12/0/3) −
Rudolf Ducký (30/5),
Vladimír Ekhardt (29/0),
Stanislav Gorel (4/0),
Ľubomír Havran (12/0),
Miroslav Hirko (30/4),
Gabriel Hornyák (25/6),
Jozef Hraška (3/0),
Miroslav Chvíla (17/1),
Jozef Juriga (25/1),
Vladimír Kinier (30/0),
Ladislav Pecko (24/3),
Ladislav Repáčik (12/0),
Peter Rýzek (7/0),
Tomáš Stúpala (30/0),
Milan Suchánek (3/0),
Jaroslav Timko (17/3),
Dušan Tittel (26/3),
Vladimír Vankovič (29/18),
Eugen Varga (27/1) -
trenéři Jozef Jankech a Jozef Valovič

### ASVŠ Dukla Banská Bystrica
Anton Jánoš (6/0/0),
Norbert Juračka (24/0/5) -
Stanislav Baláž (27/7),
Daniel Balon (1/0),
Miroslav Bažík (19/1),
Tibor Cvacho (2/0),
Pavol Diňa (30/19),
Pavol Gostič (30/6),
Peter Halaj (6/0),
Štefan Karásek (4/0),
Peter Kavka (10/0),
Jozef Majoroš (13/1),
Marek Mikuš (27/1),
Juraj Molnár (27/0),
Milan Nemec (25/2),
Ľubomír Pauk (28/1),
Vladimír Sivý (30/1),
Milan Suchánek (15/1),
Ján Tršo (4/0),
Roman Turček (21/0),
Jozef Valkučák (28/7),
Július Zemaník (6/0) −
trenér Anton Dragúň, asistent Pavol Hudcovský

### TJ Inter ZŤS Slovnaft Bratislava
Jozef Hroš (17/0/4),
Miroslav Mentel (15/0/3) -
Milan Bagin (25/0),
Karol Brezík (25/18),
Kazimír Gajdoš (7/0),
Bartolomej Juraško (24/3),
Marián Kopča (23/0),
Rudolf Kramoliš (27/2),
Milan Krupčík (7/0),
Ľudovít Lancz (24/6),
Ján Lehnert (18/0),
Ľubomír Luhový (23/5),
Stanislav Moravec (26/5),
Martin Obšitník (3/0),
Rudolf Rehák (17/0),
Ján Richter (19/1),
Milan Sedlár (2/0),
Ján Stojka (14/1),
Emil Stranianek (25/0),
Rafael Tománek (17/0),
Vladimír Weiss (28/10) -
trenér Vladimír Hrivnák, od 1. 1. 1989 Jozef Adamec, asistent Štefan Šimončič

### TJ Sigma ZTS Olomouc
Vladimír Bubeník (3/0/0),
Jiří Doležílek (27/0/8) -
Miloš Beznoska (25/1),
Radek Drulák (28/20),
Zdeněk Ďuriš (12/1),
Jan Janošťák (15/0),
Pavel Jeřábek (14/0),
Radim Keler (15/0),
Martin Kotůlek (19/0),
Miroslav Kouřil (28/4),
Radoslav Látal (26/1),
Richard Losert (2/0),
Oldřich Machala (27/2),
Jiří Malík (21/0),
Jan Maroši (29/7),
Miroslav Mlejnek (4/0),
Petr Remeš (20/0),
Roman Sedláček (26/4),
Pavel Svoboda (6/1),
Jiří Vaďura (17/0) -
trenér Jiří Dunaj , asistent Petr Uličný, od 1. 1. 1989 Dan Matuška

### TJ Vítkovice
Adrián Hubek (5/0/1),
Jaroslav Zápalka (25/0/7) -
Jiří Bartl (30/6),
Stanislav Dostál (29/3),
Miroslav Dunčko (14/3),
Tadeáš Gajger (2/0),
Alois Grussmann (30/12),
Rostislav Jeřábek (23/5),
Miroslav Kadlec (30/8),
Miroslav Karas (22/1),
Bohuš Keler (19/0),
Luděk Kovačík (14/4),
Ivo Králík (22/1),
Petr Krautwurst (10/0),
Ivan Panáč (5/0),
Roland Rusňák (28/3),
Vlastimil Stařičný (13/2),
Oldřich Škarecký (24/2),
Alojz Špak (15/1),
Tomáš Šťastný (5/0),
Marek Trval (3/0),
Lubomír Vlk (18/2) -
trenér Oldřich Sedláček, asistent Jaroslav Pindor

### TJ Spartak TAZ Trnava
Pavol Gábriška (1/0/0),
Vlastimil Opálek (29/0/7) –
Peter Bartoš (14/0),
Rastislav Bokor (1/0),
Marián Brezina (28/3),
František Broš (25/4),
Alexander Cabaník (24/0),
Viliam Duchoň (15/0),
Libor Fašiang (30/0),
Ján Gabriel (23/7),
Vladimír Hracho (2/0),
Jaroslav Hutta (29/0),
Igor Klejch (27/12),
František Klinovský (25/1),
Norbert Kusý (1/0),
Milan Malatinský (21/4),
Vojtech Petráš (19/1),
Juraj Počuch (12/0),
Ján Solár (16/2),
Marián Tibenský (19/1),
Marián Vasiľko (20/0) -
trenér Stanislav Jarábek, asistent Ladislav Kuna

### TJ Rudá Hvězda Cheb
Jiří Krbeček (26/0/6),
Ivo Schmucker (5/0/0) –
Kamil Bárta (7/1),
Džimis Bekakis (7/0),
Oldřich Haluska (19/0),
Pavel Harazim (2/0),
Pavel Hoftych (21/2),
Július Chlpík (23/5),
Jiří Kabyl (9/2),
Róbert Kafka (15/5),
Zdeněk Klucký (24/0),
Luděk Kokoška (20/1),
Milan Kolouch (16/0),
Zdeněk Koukal (13/0),
Pavel Kuka (22/6),
Milan Lindenthal (27/4),
Marcel Litoš (13/0),
Petr Mirovský (2/0),
Rudolf Muchka (21/3),
Horst Siegl (13/5),
Jan Sopko (14/0),
Milan Svojtka (9/0),
Jaroslav Šilhavý (29/1),
Lambert Šmíd (20/4),
František Veselý (9/1) –
trenér Michal Jelínek, asistenti Otakar Dolejš, od 1. 1. 1989 Jiří Novák

### TJ Bohemians ČKD Praha
Zdeněk Hruška (19/0/4),
Petr Kouba (12/0/0) -
Miloš Belák (27/7),
Libor Bilas (2/0),
Zdeněk Čurilla (14/2),
Petr Holota (20/2),
Pavel Chaloupka (14/7),
Miroslav Janů (15/0),
Tomáš Matějček (30/0),
Pavel Medynský (23/1),
Vítězslav Mojžíš (25/2),
Petr Pecka (9/1),
Michal Petrouš (21/0),
Roman Pučelík (3/0),
Vladimír Sadílek (21/2),
Miloš Slabý (29/3),
Zdeněk Ščasný (2/0),
Radek Šindelář (13/6),
Jaroslav Šišma (13/2),
Milan Škoda (1/0),
Alojz Špak (10/1),
Jiří Tymich (22/2),
Zdeněk Válek (24/3),
Petr Videman (1/0),
Prokop Výravský (11/0),
Karel Žárský (6/0) -
trenér Josef Zadina (od 10. 2. 1989 Ladislav Ledecký), asistent Ladislav Ledecký (od 10. 2. 1989 Josef Hloušek)

### TJ Škoda Plzeň
Michal Čaloun (2/0/0),
Václav Lavička (27/0/7),
Jaromír Šticha (2/0/0) -
Jan Homola (27/11),
Jaroslav Jeřábek (12/0),
Bohuslav Kalabus (23/0),
Václav Koc (17/1),
Luděk Kopřiva (20/0),
Tomáš Kosňovský (6/0),
Josef Kovačič (26/2),
Pavel Krs (8/1),
Eduard Kubata (3/0),
Pavel Mejdr (23/0),
Petr Mrázek (25/1),
Reinhard Nicklas (13/0),
Miloslav Paul (21/3),
Ivan Pihávek (5/0),
Vratislav Rychtera (6/1),
Jiří Sloup (29/9),
Roman Sokol (28/5),
Daniel Šmejkal (18/0),
Luboš Urban (6/0),
Pavel Vandas (8/0),
Vladimír Vašák (29/6) -
trenér Zdeněk Michálek, asistent Antonín Dvořák

### Spartak ZVÚ Hradec Králové
Luděk Jelínek (10/0/1),
Jan Musil (21/0/3) -
Pavel Černý (30/12),
Miloslav Denk (9/0),
Pavel Dlouhý (22/2),
Miroslav Dvořák (3/0),
Vladimír Filo (20/2),
Lumír Havránek (24/1),
Zbyněk Houška (11/0),
Radomír Hrubý (4/0),
Vratislav Chaloupka (21/6),
Pavel Janeček (13/1),
Josef Jarolím (8/0),
Aleš Javůrek (10/1),
Miloslav Kopeček (20/1),
Jiří Kovárník (14/3),
Rostislav Macháček (14/0),
Miloš Mejtský (7/0),
Vladimír Mráz (28/0),
Karel Pacák (11/0),
Richard Polák (29/2),
Milan Ptáček (12/0),
Josef Ringel (27/1),
Petr Silbernágl (6/0),
Aleš Vaněček (5/0) -
trenér Karol Dobiaš (od 1. 1. 1989 Zdeněk Krejčí), asistent Štefan Lazar (od 1. 1. 1989 Jaroslav Dočkal)